# Scottish Open (Snooker)
Die Scottish Open sind ein Snooker-Ranglistenturnier der World Snooker Tour.

## Geschichte
Erstmals ausgetragen wurde das Turnier 1998, als die Scottish Open die International Open im Turnierkalender der Snooker Main Tour ersetzten. Von Beginn an gab es Punkte für die Snookerweltrangliste – im Gegensatz zum traditionsreicheren Scottish Masters, bei dem es sich um ein Einladungsturnier handelte.
Austragungsort war in den ersten fünf Jahren Aberdeen, danach wurde das Turnier jeweils einmal in Edinburgh und Glasgow ausgetragen, bevor es vorerst aus dem Kalender der Main Tour verschwand. 2004 hieß das Turnier offiziell Players Championship und wurde von Daily Record gesponsert. Das Preisgeld für den Sieger betrug 1998 60.000 Pfund, es erhöhte sich bis 2004 auf 82.500 Pfund.
2012 wurden die Scottish Open wiederbelebt als eines von sechs so genannten Minor-Ranglistenturnieren, die Neuauflage der European Tour 2012/13 fand in Ravenscraig (in der Nähe von Motherwell) statt.
Rekordsieger mit zwei Titeln ist Ronnie O’Sullivan, der im Jahr 2000 gegen Quinten Hann auch ein Maximum Break erzielte. Im selben Jahr gelang Stephen Maguire in der Qualifikation gegen Phaitoon Phonbun ebenfalls ein Maximum. 2012 gelang dem Norweger Kurt Maflin bei den Scottish Open ein weiteres Break von 147 Punkten.
Im Rahmen der Home Nations Series wurde das Turnier in der Saison 2016/17 wiederbelebt und erstmals vom 12. bis 18. Dezember 2016 in Glasgow ausgetragen.
Der zu gewinnende Pokal trägt den Namen Hendry-Trophy und ist nach dem siebenfachen Snookerweltmeister Stephen Hendry benannt.

## Sieger
| Jahr                                            | Austragungsort                                      | Sieger                                   | Ergebnis                                 | Finalist                                 | Hauptsponsor                             | Saison                                   |
| Scottish Open – Ranglistenturnier-Status        | Scottish Open – Ranglistenturnier-Status            | Scottish Open – Ranglistenturnier-Status | Scottish Open – Ranglistenturnier-Status | Scottish Open – Ranglistenturnier-Status | Scottish Open – Ranglistenturnier-Status | Scottish Open – Ranglistenturnier-Status |
| ----------------------------------------------- | --------------------------------------------------- | ---------------------------------------- | ---------------------------------------- | ---------------------------------------- | ---------------------------------------- | ---------------------------------------- |
| 1998                                            | Aberdeen - Exhibition and Conference Centre         | Ronnie O’Sullivan                        | 9:5                                      | John Higgins                             | Regal                                    | 1997/98                                  |
| 1999                                            | Aberdeen - Exhibition and Conference Centre         | Stephen Hendry                           | 9:1                                      | Graeme Dott                              | Regal                                    | 1998/99                                  |
| 2000                                            | Aberdeen - Exhibition and Conference Centre         | Ronnie O’Sullivan                        | 9:1                                      | Mark Williams                            | Regal                                    | 1999/00                                  |
| 2001                                            | Aberdeen - Exhibition and Conference Centre         | Peter Ebdon                              | 9:7                                      | Ken Doherty                              | Regal                                    | 2000/01                                  |
| 2002                                            | Aberdeen - Exhibition and Conference Centre         | Stephen Lee                              | 9:2                                      | David Gray                               | Regal                                    | 2001/02                                  |
| 2003                                            | Edinburgh – Royal Highland Centre                   | David Gray                               | 9:7                                      | Mark Selby                               | Regal                                    | 2002/03                                  |
| Players Championship – Ranglistenturnier-Status |                                                     |                                          |                                          |                                          |                                          |                                          |
| 2004                                            | Glasgow – Scottish Exhibition and Conference Centre | Jimmy White                              | 9:7                                      | Paul Hunter                              | Daily Record                             | 2003/04                                  |
| Scottish Open – Minor-Ranglistenturnier         |                                                     |                                          |                                          |                                          |                                          |                                          |
| 2012                                            | Ravenscraig – Ravenscraig Sports Facility           | Ding Junhui                              | 4:2                                      | Anthony McGill                           | Grant Property Investment.com            | 2012/13                                  |
| Scottish Open – Home Nations Series             |                                                     |                                          |                                          |                                          |                                          |                                          |
| 2016                                            | Glasgow – Emirates Arena                            | Marco Fu                                 | 9:4                                      | John Higgins                             | Coral                                    | 2016/17                                  |
| 2017                                            | Glasgow – Emirates Arena                            | Neil Robertson                           | 9:8                                      | Cao Yupeng                               | Dafabet                                  | 2017/18                                  |
| 2018                                            | Glasgow – Emirates Arena                            | Mark Allen                               | 9:7                                      | Shaun Murphy                             | BetVictor                                | 2018/19                                  |
| 2019                                            | Glasgow – Emirates Arena                            | Mark Selby                               | 9:6                                      | Jack Lisowski                            | 19.com                                   | 2019/20                                  |
| 2020                                            | Milton Keynes – Marshall Arena                      | Mark Selby                               | 9:3                                      | Ronnie O’Sullivan                        | Matchroom.live                           | 2020/21                                  |
| 2021                                            | Llandudno – Venue Cymru                             | Luca Brecel                              | 9:5                                      | John Higgins                             | BetVictor                                | 2021/22                                  |
| 2022                                            | Edinburgh – Meadowbank Sports Centre                | Gary Wilson                              | 9:2                                      | Joe O’Connor                             | BetVictor                                | 2022/23                                  |
| 2023                                            | Edinburgh – Meadowbank Sports Centre                | Gary Wilson                              | 9:5                                      | Noppon Saengkham                         | BetVictor                                | 2023/24                                  |
| 2024                                            | Edinburgh – Meadowbank Sports Centre                | Lei Peifan                               | 9:5                                      | Wu Yize                                  | BetVictor                                | 2024/25                                  |